# Jupiter au foudre
Jupiter au foudre est une statuette en bronze conservée au musée Saint-Raymond de Toulouse, datée entre le Ier siècle av. J.-C. et le Ier siècle.

## Historique de l'œuvre
La figurine a été découverte fortuitement par un paysan en 2012 sur le domaine viticole de La Tucayne à Saint-Sardos sur la commune de Bouillac dans le Tarn-et-Garonne, territoire proche de la cité antique de Tolosa. Elle a été achetée par le musée Saint-Raymond de Toulouse en 2014 avec l'aide de l'Association des Amis du musée, et elle est exposée au second étage du musée.

## Description
La statuette représente Jupiter debout tenant le foudre dans sa main droite et probablement un sceptre, aujourd'hui disparu, dans sa main gauche. Il porte un himation sur l'épaule gauche. Ses cheveux peignés en calotte forment un bandeau de boucles autour de sa tête.
Ses pieds ont été cassés, sans doute fragilisés par la présence d'une bulle d'air dans le métal.
Elle a été retrouvée en deux morceaux, le corps et le bras gauche recouvert du manteau, correspondant aux deux parties originellement moulées séparément et scellées au plomb.
Réalisée en bronze moulé et fondu à la cire perdue, elle mesure 16,5 × 5,5 × 3,4 cm et pèse 700 grammes.

## Analyse
La finesse d'exécution du visage et de la coiffure rappelant la sculpture grecque du Ve siècle av. J.-C. et le corps de type romain reflètent le goût hellénisant apparu sous le règne d'Auguste. Cette sculpture n'a probablement pas été réalisée en Gaule et proviendrait d'un atelier italien. Elle devait orner le laraire domestique d'un membre de l'élite.